# Gustav Jonson
Gustav Jonson, w Imperium Rosyjskim Gustaw Jurjewicz Jonson, rzadziej Joonson lub Johnson (ur. w styczniu 1880 w Kudu, zm. 15 maja 1942) – estoński wojskowy, oficer Armii Imperium Rosyjskiego, następnie generał major w armii niepodległej Estonii.

## Życiorys
Ukończył szkołę realną w Tartu, następnie rozpoczął studia w Instytucie Politechnicznym w Rydze, lecz został z nich wydalony za udział w wiecu studenckim podczas rewolucji 1905 r. Wyjechał wówczas do Drezna i rozpoczął naukę w Wyższej Szkole Technicznej, jednak z powodu braku pieniędzy przerwał studia i wrócił do Rosji. Odbył służbę wojskową, zdał egzamin na stopień chorążego rezerwy. Następnie ukończył studia na ryskiej politechnice i podjął pracę w Izbie Miar i Wag w Rydze.
Zmobilizowany do armii Imperium Rosyjskiego w momencie wybuchu I wojny światowej. Dowodził baterią w 2 Kaukaskim Korpusie Armijnym, dosłużył się stopnia kapitana.
Jesienią 1917 r. przybył do Tallinna, by wstąpić do estońskich jednostek narodowych tworzonych w ramach armii rosyjskiej przez Estoński Sejm Krajowy (Maapäev), który od 30 marca 1917 r. na mocy porozumienia z rosyjskim Rządem Tymczasowym sprawował władzę w autonomicznej guberni estońskiej. W estońskich jednostkach narodowych służył do marca 1918 r. Podczas wojny o niepodległość Estonii utworzył pułk kawalerii, którym następnie dowodził w stopniu podpułkownika.
W latach 1921–1923 studiował na Estońskiej Akademii Wojskowej. Po jej ukończeniu razem z grupą oficerów estońskich wyjechał do Francji, by zapoznać się z tamtejszą armią i szkolnictwem wojskowym. W 1923 r. uczył się we Francji na kursach wyższych dowódców. Od stycznia 1924 r. dowodził pułkiem kawalerii, zaś od kwietnia tego samego roku był zastępcą szefa sztabu armii estońskiej. W maju 1927 r. był kierownikiem estońskich szkół wojskowych. W 1928 r. otrzymał awans na stopień generała majora.
Wiosną 1930 r. został dowódcą 3 dywizji piechoty. Równocześnie był w armii estońskiej inspektorem kawalerii i wiceministrem wojny. Od jesieni 1934 r. łączył stanowisko inspektora kawalerii z funkcją generalnego adiutanta prezydenta Estonii.
W 1939 r. odszedł do rezerwy. Został przewodniczącym spółki akcyjnej fabryki sukna w Narwie.
W momencie aneksji Estonii przez ZSRR został przyjęty do służby w Armii Czerwonej i mianowany dowódcą 22 korpusu strzeleckiego, jednej z jednostek sformowanych po włączeniu do Armii Czerwonej sił zbrojnych niepodległej Estonii. W Armii Czerwonej otrzymał stopień generała porucznika. 17 czerwca 1941 r. został aresztowany i oskarżony o działalność antyradziecką. 22 kwietnia 1942 r. Kolegium Specjalne NKWD skazało go na śmierć przez rozstrzelanie. Wyrok wykonano 15 maja tego samego roku.
W 2001 r. zrehabilitowany.
Żonaty z Julie Kickelbach, miał córkę Haldi (ur. 1926).